# Scotch Meadows
Scotch Meadows – jednostka osadnicza w Stanach Zjednoczonych, w stanie Karolina Północna, w hrabstwie Scotland.